# Phrynosomatidae
Phrynosomatidae (лат.) — семейство из отряда чешуйчатых, подотряда игуанообразных. 
Представители семейства обитают в Северной и Центральной Америке от юга Канады на севере до Панамы на юге. Большинство видов обитают в пустынях и полупустынях, но есть виды живущие в прериях и лесах.

## Классификация
На конец 2011 года в семействе насчитывалось 137 видов, входящих в 9 родов:
| Латинское название | Русское название                                       | Количество видов |
| ------------------ | ------------------------------------------------------ | ---------------- |
| Callisaurus        | зеброхвостые игуаны                                    | 1                |
| Cophosaurus        | техасские глухие игуаны                                | 1                |
| Holbrookia         | глухие игуаны                                          | 3                |
| Petrosaurus        | каменные игуаны, или петрозаурусы                      | 3                |
| Phrynosoma         | жабовидные ящерицы, или рогатые ящерицы, или фринозомы | 16               |
| Sceloporus         | заборные игуаны, или колючие игуаны, или сцелопорусы   | 90               |
| Uma                | песчаные игуаны, или каймопалые игуаны                 | 5                |
| Urosaurus          | урозаурусы                                             | 9                |
| Uta                | пятнистобокие игуаны                                   | 9                |

Ранее роды семейства рассматривались в составе игуановых.

## Галерея
- Зеброхвостая игуана (Callisaurus draconoides)
- Техасская глухая игуана (Cophosaurus texanus)
- Holbrookia maculata
- Petrosaurus thalassinus
- Западная заборная игуана (Sceloporus occidentalis)
- Uma inornata
- Украшенный урозаурус (Urosaurus ornatus)
- Пятнистобокая игуана (Uta stansburiana)